# Bevende Hazelaar

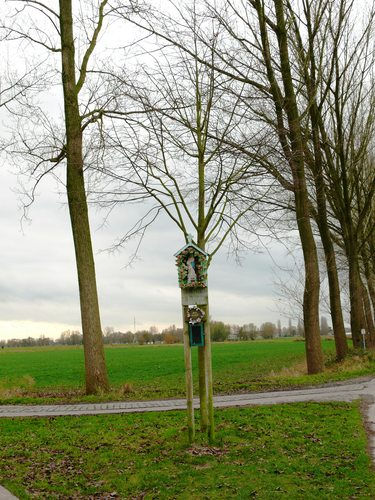
De huidige Bevende Hazelaar.

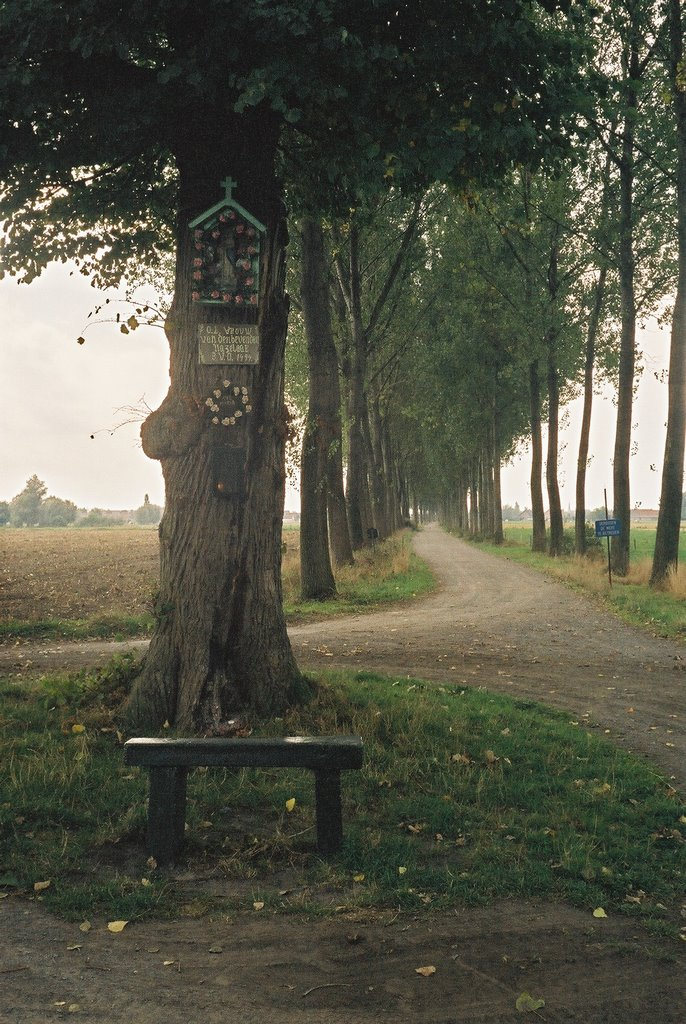
De oude Bevende Hazelaar, voor hij in 2005 werd gerooid.

De Bevende Hazelaar is een kapelboom en bedevaartsoord in Waarschoot, op het kruispunt van de Wittemoer en het Meistraatje. Hij bevindt zich net ten zuiden van het Bellebargiebos. Hij wordt als erfgoedobject beschouwd als 'landschappelijk element'. Ondanks wat de naam doet vermoeden, is het geen hazelaar maar een lindeboom. De oorspronkelijke boom ging in februari 2005 tegen de vlakte en werd vervangen door een andere boom een maand later.

## Legende
Er gaan verschillende versies rond van de legende van de Bevende Hazelaar.
Eén versie gaat als volgt: op het einde van de vijftiende eeuw waren er in en rond Gent opstanden tegen de Oostenrijkers. Op een avond gingen de Waarschootse boeren bier drinken en feesten om de bevrijding te vieren. Toen ze stevig beschonken naar huis wilden terugkeren, kwamen ze op gegeven moment een edelman te paard tegen. Zijn taalgebruik en kledij waren echter zeer ongebruikelijk naar de mening van de boeren, waaruit die besloten dat het om een achtergebleven Oostenrijker moest gaan. De boeren trokken de man van zijn paard en vielen hem aan. Die moest het met zijn leven bekopen. Na dit voorval zetten de boeren zonder veel erg hun weg huiswaarts verder voort. Toen de vader van de ruiter enkele dagen later echter bij de boeren kwam rondvragen of zij zijn zoon niet hadden gezien, kwamen ze tot het besef dat ze geen Oostenrijker hadden gedood. Gelukkig (voor de boeren dan) hadden ze toen al de ruiter begraven in een diepe put. Op dat graf werd ook een boom geplant. Volgens de legende schudden de blaadjes van die boom tot op heden uit afschuw voor de misdaad. Zo komt de Bevende Hazelaar aan zijn naam.

Een andere versie van de legende werd door De Potter en Broeckaert als volgt neergeschreven:
„De gevechten die omtrent het einde der XVe eeuw in Vlaanderen, en voornamelijk noordwestwaarts van Gent, plaats hadden, ten gevolge der schending, door Maximiliaan van Oostenrijk, van het door hem te Brugge bezworen vredeverdrag, waren veelal vergezeld of gevolgd van gruweldaden, waaraan de soldaten der beide partijen zich plichtig maakten. De akkers werden plat getrappeld, de oogsten vernield, de landlieden uitgeplunderd. Deze laatsten droegen dan ook eenen onverzoenlijken haat tegen de vernietigers van hun welvaart en zeer dikwijls vond men, op afgelegene plaatsen, het lijk van eenen neergevelden soldaat. In één der gevechten, welke in de oogstmaand van 1491 dichtbij Gent geleverd werden, waren de benden van Engelbert, graaf van Nassau, door Maximiliaan als landvoogd over Vlaanderen aangesteld, verslagen en werden in de richting van Brugge door de Gentenaars achtervolgd. Een dezer laatsten had te Sleidinge zijne gezellen wat vooruit laten trekken en werd, alleen zijnde, door eenige met vorken en bijlen gewapende landlieden aangevallen. Het was de zoon van Philips van Kleef, bevelhebber der Gentenaars. Hij smeekte de Sleidingenaars hem het leven te sparen, hen trachtende te overtuigen dat hij niet tot de partij der landverwoesters behoorde. Een der aanvallers, van de rechtzinnigheid zijner woorden overtuigd, sprak voor hem bij zijne gezellen ten beste. (Zou vandaar mogelijk het spreekwoord ontstaan zijn: "Laat toch leven, 't kind van Kleven ?"). Maar de meerderheid besloot, uit weerwraak over al de geledene schade, hem van het leven te berooven en weinige oogenblikken nadien was de ongelukkige jongeling een lijk. Het duurde niet lang, of de gansche gemeente was van het feit onderricht en tevens met den stand van het ongelukkig slachtoffer bekend. Het lijk werd in eene looden kist gesloten en ter plaatse waar het gevonden was ter aarde besteld. Daarboven plantte men eene linde, waaraan het afbeeldsel van Onze Lieve Vrouw werd gehangen. Men zegt dat, sedertdien, de schim van den vermoorde in donkere nachten aldaar ronddwaalt en dat een hazelaarstruik, op den hoek van het kreupelhout daar dichtbij, als moest hij tot eeuwige getuige van de schrikkelijke moord strekken, gedurig in beweging bleef, zelfs bij volkomen windloosheid. Aan dezen struik en aan de plaats zelve wordt sedert dien tijd den naam van Bevenden Hazelaar gegeven. Vroeger, zegt J. Huyttens in zijne Etudes sur les l1weurs [erreurs?], les superstitions et le langage de nos ancêtres, was hier eene wijdvermaarde bedevaart“

## Vandalisme
De Bevende Hazelaar, en dan het kapelletje in het bijzonder, is dikwijls het slachtoffer van vandalisme. Zo werd het Mariabeeldje aan de boom al verschillende keren stuk gegooid en werd het poortje van de kaarsendrager afgetrokken.